# Nižná Myšľa
Nižná Myšľa (maďarsky Alsómislye) je obec na Slovensku v okrese Košice-okolí. Rozloha obce je 12,61 km² a nadmořská výška obce je 235 metrů. Žije zde přibližně 1 600 obyvatel.
Západní částí obce protéká řeka Hornád. Krajské město Košice se nachází 15 kilometrů severozápadním směrem. V obci je stanice na železniční trati Košice–Čop.

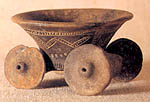
Hliněný vozík z Nižné Myšly

První písemná zmínka o obci pochází z roku 1270. V obci se mimo jiné nachází archeologické naleziště z doby bronzové a římskokatolický kostel. Z naleziště pochází hliněný malovaný vozík, patrně hračka ze 16.–14. století př. n. l.
V obci je archeoskanzen a myšlanské obecní muzeum, které se nachází v budově místního renesančního zámečku.